# Halosarpheia unicellularis
Halosarpheia unicellularis är en svampart som beskrevs av Abdel-Wahab & E.B.G. Jones 2001. Halosarpheia unicellularis ingår i släktet Halosarpheia och familjen Halosphaeriaceae.   Inga underarter finns listade i Catalogue of Life.